# Ulysse (réacteur)
Pour les articles homonymes, voir Ulysse.
Ulysse était un réacteur nucléaire de recherche implanté sur le centre CEA de Saclay, qui a servi au CEA pendant 50 ans jusqu'en 2007. D'une puissance thermique de 100 kW, ce réacteur est de type argonaute, un modèle de réacteur universitaire développé depuis 1957 aux États-Unis à l'Argonne National Laboratory  (en anglais ARGONAUT signifie ARGOnne Nuclear Assembly for University Training).
En France, il existait un autre réacteur de type Argonaute qui a été implanté à l’Université Louis Pasteur de Strasbourg, le Réacteur Universitaire de Strasbourg (RUS), dont le démantèlement s’est achevé en 2009.
Ulysse fonctionnait avec un combustible à l'uranium enrichi entre 20 % et 90 %, modéré par de l'eau ordinaire et des réflecteurs en graphite. L'opérateur de ce réacteur était l'Institut national des sciences et techniques nucléaires (INSTN).
Il s'agissait d'un réacteur d'enseignement représentant un réacteur de puissance à échelle réduite. Il était utilisé pour l'enseignement et la formation continue et pour des expérimentations sous flux neutronique. Le combustible nucléaire n’a jamais été changé pendant la durée de fonctionnement de l’installation.
Le réacteur Ulysse a été construit entre janvier et juillet 1961. Le réacteur a fonctionné du 23 juillet 1961 au 9 février 2007.  Le réacteur Ulysse constituait l’installation nucléaire de base n°18 d'après la lettre du 27 mai 1964 au Ministère chargé des questions atomiques et spatiales. Il n'a pas fait l'objet de décret d’autorisation de création, pourtant institué dès 1963. 

## Mise à l'arrêt et démantèlement
Le réacteur Ulysse a fonctionné jusqu'en 2007. Le combustible a été évacué en 2008. 
En avril 2012, à la suite de l'enquête publique pour le démantèlement de l'installation, les écologistes de l’Essonne demandent que la direction du CEA réexamine le choix de la sous-traitance.
Depuis le 18 août 2014, le CEA est autorisé à procéder aux opérations de mise à l'arrêt définitif et de démantèlement d'Ulysse . Le démantèlement du réacteur est alors prévu pour une durée de 2 à 4 ans. Le coût de l’opération est évalué entre 3 et 5 millions d'euros. Le chantier se termine le 22 juin 2020 après 5 ans d'activités. La déconstruction a généré 512 tonnes de déchets conventionnels et 226 tonnes de déchets de très faible activité.
En août 2022, l’ASN prononce le déclassement du réacteur « Ulysse », visant à le supprimer de la liste des
installations nucléaires de base.